# Лар'як
Лар'я́к (рос. Ларьяк) — село у складі Нижньовартовського району Ханти-Мансійського автономного округу Тюменської області, Росія. Адміністративний центр Лар'яцького сільського поселення.
Населення — 928 осіб (2010, 1076 у 2002).
Національний склад станом на 2002 рік: росіяни — 64 %.